# Matthias Brehme
Matthias Brehme (n. 7 februarie 1943, Markkleeberg, Saxonia, Germania Nazistă) este un gimnast artistic ce a reprezentat Republica Democrată Germană, medaliat olimpic. A participat la 2 ediții ale Jocurilor Olimpice (1968, 1972) în care a câștigat două medalii de bronz.